# 최현미 (기상 캐스터)
최현미(崔賢美, 1992년 1월 9일~)는 대한민국 KBS의 기상캐스터이다.

## 학력
- 세종대학교 디지털콘텐츠학과 졸업

## 경력
- 현 KBS 기상 캐스터 (2022년 1월 ~ )
- KBS 뉴스광장(평일)
- KBS 930 뉴스
- KBS 뉴스 9 (주말)
- KBS 월드 24
- YTN (YTN 24)
- 케이웨더
- KBS 뉴스 2
- KBS 뉴스타임 (1500)